# Boogschieten op de Olympische Zomerspelen 1980

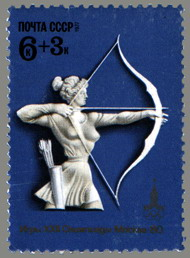
Russische postzegel ter gelegenheid van de Olympische Spelen

Boogschieten is een van de sporten die beoefend werden tijdens de Olympische Zomerspelen 1980 in Moskou.

## Heren individueel

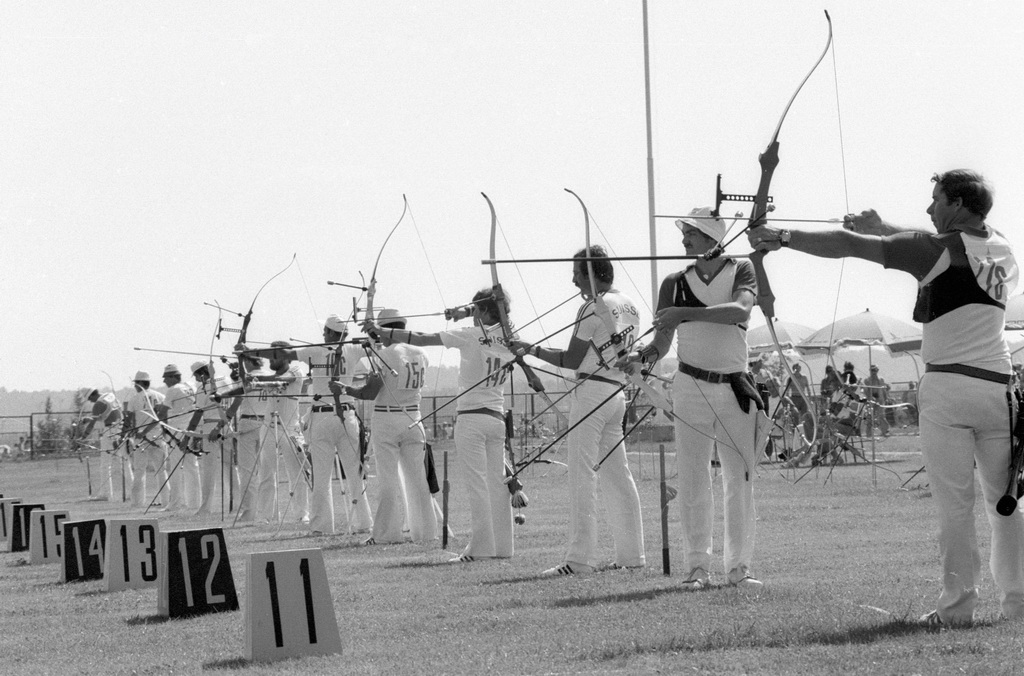
De wedstrijd bij de mannen

| rang   | sporter           | land | punten |
| ------ | ----------------- | ---- | ------ |
| Goud   | Tomi Poikolainen  | FIN  | 2455   |
| Zilver | Boris Isatsjenko  | URS  | 2452   |
| Brons  | Giancarlo Ferrari | ITA  | 2449   |
| 4      | Mark Blenkarne    | GBR  | 2446   |
| 5      | Béla Nagy         | HUN  | 2446   |
| 6      | Vladimir Jesjejev | URS  | 2432   |
| 7      | Kyösti Laasonen   | FIN  | 2419   |
| 8      | Tiny Reniers      | NED  | 2418   |

## Dames individueel

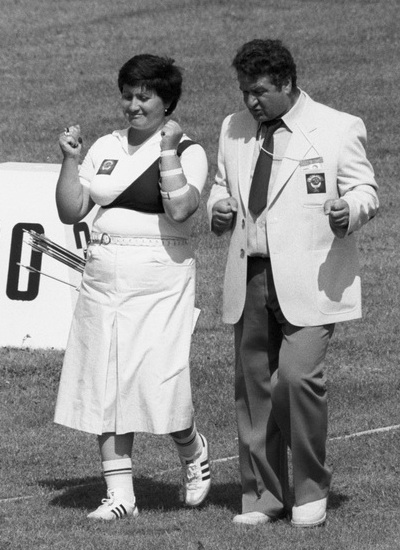
Losaberidze (links) tijdens de Spelen

| rang   | sporter            | land | punten |
| ------ | ------------------ | ---- | ------ |
| Goud   | Keto Losaberidze   | URS  | 2491   |
| Zilver | Natalja Boetoezova | URS  | 2477   |
| Brons  | Päivi Meriluoto    | FIN  | 2449   |
| 4      | Zdeňka Padevětová  | TCH  | 2405   |
| 5      | O Gwang Sun        | PRK  | 2401   |
| 6      | Carry van Gool     | NED  | 2382   |
| 7      | Maria Szeliga      | POL  | 2365   |
| 8      | Lotti Tschanz      | SUI  | 2346   |

## Medaillespiegel
| rang   | land        | goud | zilver | brons | totaal |
| ------ | ----------- | ---- | ------ | ----- | ------ |
| 1      | Sovjet-Unie | 1    | 2      | 0     | 3      |
| 2      | Finland     | 1    | 0      | 1     | 2      |
| 3      | Italië      | 0    | 0      | 1     | 1      |
| totaal | totaal      | 2    | 2      | 2     | 6      |

Parijs 1900 · 
St. Louis 1904 · 
Londen 1908 · 
Antwerpen 1920 · 
München 1972 · 
Montréal 1976 · 
Moskou 1980 · 
Los Angeles 1984 · 
Seoel 1988 · 
Barcelona 1992 · 
Atlanta 1996 · 
Sydney 2000 · 
Athene 2004 · 
Peking 2008 · 
Londen 2012 · 
Rio de Janeiro 2016 · 
Tokio 2020 · 
Parijs 2024 · 
Los Angeles 2028
Medaillewinnaars 
Atletiek · Basketbal · Boksen · Boogschieten · Gewichtheffen · Handbal · Hockey · Judo · Kanovaren · Moderne vijfkamp · Paardensport · Roeien · Schermen · Schietsport · Schoonspringen · Turnen · Voetbal · Volleybal · Waterpolo · Wielersport · Worstelen · Zeilen · Zwemmen